# Филипацци, Антонио Гвидо
Антонио Гвидо Филипацци (итал. Antonio Guido Filipazzi; род. 8 октября 1963, Мельцо, Италия) — итальянский прелат и ватиканский дипломат. Титулярный архиепископ Сутриума с 8 января 2011. Апостольский нунций в Индонезии с 23 марта 2011 по 26 апреля 2017. Апостольский нунций в Нигерии с 26 апреля 2017 по 8 августа 2023. Апостольский нунций в Польше с 8 августа 2023. 